# John G. Cullmann
John Gottfried Cullmann (Frankweiler, 2 de julio de 1823-Cullman, 3 de diciembre de 1895) fue un empresario, activista político y pionero alemán que emigró a los Estados Unidos como resultado de su ruina financiera relacionada con su participación en la Revolución de 1848.

## Biografía
Cullmann nació en Frankweiler, Palatinado Renano en lo que entonces era el Reino de Baviera. Era hijo de un director de escuela. A la edad de 13 años, comenzó a asistir al Instituto Politécnico de Zweibrücken, obteniendo un título en ingeniería. Se casó con la hija de una acaudalada familia de banqueros, Josephine Low, y se instaló en la ciudad de Neustadt, donde fundó un negocio de exportación.
Cullmann se involucró en la actividad revolucionaria en Neustadt durante la Revolución de 1848, y luego de la represión de la rebelión por parte de la corona bávara con la ayuda del ejército prusiano, su negocio se vino abajo y perdió gran parte de su riqueza. En los años posteriores, pudo restablecerse, pero nuevamente perdió su fortuna tras las especulaciones durante la Guerra Dano-Prusiana. Arruinado en Alemania, comenzó a buscar oportunidades en el extranjero, su mirada se centró en los Estados Unidos. Sin embargo, en el momento en que la guerra civil estadounidense estaba en curso, y temiendo el servicio militar obligatorio, Cullmann se instaló temporalmente en Londres en 1864. No queriendo dejar a su familia en Alemania, su esposa se quedó atrás.
En 1865, Cullmann se había dirigido a la ciudad de Nueva York, la primera parada en una serie de residencias que incluían Filadelfia, Cincinnati y una serie de regiones inestables que estaba considerando como lugares para establecerse y una pequeña colonia para expatriados alemanes como él. En Cincinnati, pudo establecerse como abogado y reunió el dinero para comenzar a armar su colonia. Finalmente centró su atención en Alabama, donde los lugareños rechazaron un acuerdo propuesto cerca de St. Florian en el condado de Lauderdale. Sin embargo, a través de conexiones con el gobernador Robert M. Patton, pudo llegar a un acuerdo con el ferrocarril Nashville-Montgomery en 1872 para comprar un terreno cerca de la ciudad moderna de Cullman. En total, la tierra era de 350 000 acres (1416,4 km²), una vasta trama que rápidamente comenzó a publicitar entre los germanoestadounidenses. El ferrocarril, cuyo negocio se beneficiaría a medida que más colonos instalaran sus hogares a lo largo de la línea ferroviaria, lo nombró agente de tierras y le otorgó el título de coronel para reflejar el nuevo rol.
Cullmann pasó los años siguientes reclutando inmigrantes para asentar sus tierras, comenzando con las primeras 13 familias con las que estableció la ciudad de Cullmann en 1873. Había muchos inmigrantes interesados de la misma región que Cullmann, ya que los acontecimientos que habían precipitado su salida de su tierra natal también habían animado a miles de sus compatriotas a buscar un nuevo hogar. Su liderazgo trajo casi mil nuevos colonos al área en unos pocos años, algo con lo que muchos lugareños no estaban contentos. En un caso notable, un hombre local apuñaló a Cullmann en la cabeza durante un intento de asesinato, un ataque al que sobrevivió pero que dejó una cicatriz de por vida. Sin embargo, durante los siguientes veinte años, pudo construir e incorporar la ciudad de Cullman, condado de Cullman, y restablecerse como un rico hombre de negocios. Falleció el 3 de diciembre de 1895 a cusa de neumonía, dejando atrás un pequeño enclave de colonos alemanes en medio del sur de Estados Unidos.

## Nombre
Algunas fuentes afirman que Cullmann había americanizado anteriormente su nombre de "Kullmann". Stanley Johnson, su único descendiente estadounidense sobreviviente, le dijo a The Cullman Times en 1998 que no hay registros alemanes que indiquen "Kullmann", y que "Cullmann" siempre fue la ortografía correcta.